# Jermain Defoe
Jermain Colin Defoe (Londra, 7 ottobre 1982) è un allenatore di calcio ed ex calciatore inglese, di ruolo attaccante, tecnico delle giovanili del Tottenham.

## Biografia
Ha ascendenze caraibiche: i genitori sono originari della Dominica e di Saint Lucia. Defoe frequentò la St Joachim Primary School di Custom House, Londra e la St Bonaventure's Catholic Comprehensive School di Forest Gate, a Londra. Giocò con la squadra del Senrab, famosa per aver prodotto talenti come Lee Bowyer, John Terry, Ashley Cole e Ledley King, e dal 1997, quattordicenne, frequentò la FA National School of Excellence di Lilleshall, nello Shropshire. Vive nell'Hertfordshire ed è cristiano. Il 24 aprile 2009 il fratellastro Jade 'Gavin' Defoe, ventiseienne noto come Esco, è morto dopo aver subito un'aggressione a Leytonstone, Londra. Suo cugino Ryan Edgar è a sua volta stato un calciatore, ritirato nel 2013.
Nel corso della sua esperienza a Sunderland, Defoe ha avuto modo di conoscere un suo piccolo tifoso, Bradley Lowery, bambino malato che lottava contro un male incurabile. Tra i due è nata una profonda amicizia che ha spinto più volte Jermain a trascorrere tempo in ospedale al fianco del piccolo.
Purtroppo Bradley è scomparso il 7 luglio 2017 e per ricordare il suo amico, Defoe, oltre a tatuarne il suo nome, ha scritto una lettera d’addio:
Sono davvero grato a Dio per averti condotto nella mia vita e avermi dato la possibilità di trascorrere momenti stupendi con te. Non dimenticherò mai il tuo sguardo quando ti incontrai la prima volta, quell’amore così genuino nei tuoi occhi dolci. È davvero difficile trovare le parole per spiegare cosa significhi per me. 
Il tuo modo di pronunciare il mio nome, i tuoi sorrisi da superstar alle telecamere, l’amore che ho provato quando ero al tuo fianco. Il tuo coraggio sarà sempre una fonte d’ispirazione per il resto della mia vita. 
Non puoi capire quanto tu mi abbia cambiato come persona. Ora sei tra le braccia di Dio e io ti porterò sempre nel mio cuore. Dormi beato, piccolino. 
Il tuo migliore amico.»
(Jermain Defoe)

## Caratteristiche tecniche
Giocava prevalentemente nel ruolo di centravanti, seppur potendo agire anche da seconda punta. Possedeva buona velocità, ed era, inoltre, un ottimo finalizzatore.

## Carriera

### Club

#### West Ham
Defoe fu notato da osservatori del Charlton Athletic quando giocava con il Senrab e fu iscritto alla FA National School of Excellence di Lilleshall nel 1997. Due anni più tardi, a sedici anni, assunse una decisione controversa: firmare da professionista con il West Ham United. Il Charlton ricevette quindi un risarcimento danni che poteva arrivare fino a 1,4 milioni di sterline, a seconda delle presenze del giocatore in Premiership e a livello internazionale. Fece parte della squadra Under-19 del West Ham che si aggiudicò il titolo di Premiership Academy nel 1999-2000, segnando una doppietta contro l'Arsenal nella finale dei play-off, prima di esordire in prima squadra contro il Walsall in Coppa di Lega nel settembre 2000, circostanza in cui realizzò l'unica rete della gara, terminata 1-0.
In seguito si trasferì al Bournemouth, squadra di Second Division, con la formula del prestito. Andò a segno in dieci partite consecutive, eguagliando il primato del dopoguerra detenuto da John Aldridge. Segnò 19 gol in 29 presenze con il Bournemouth. L'allenatore del West Ham Harry Redknapp previde per lui una carriera brillante:
(Harry Redknapp)
Defoe fu il miglior marcatore del West Ham nel 2001-2002, anche se fu usato prevalentemente come riserva dall'allenatore Glenn Roeder. Furono 14 i suoi gol in 39 presenze in campionato e coppa, comprendendo il gol dell'1-0 contro il Manchester United all'Old Trafford nel dicembre 2001. Anche grazie alle sue reti il West Ham si piazzò settimo in Premiership. Segnò altri 11 gol in 42 presenze tra campionato e coppa nella stagione 2002–2003, ma non riuscì a evitare la retrocessione del West Ham.
A meno di 24 ore dalla retrocessione, Defoe inoltrò una richiesta scritta di trasferimento nella quale affermò:
(Jermain Defoe)
La rapidità della richiesta, tuttavia, gli attirò polemiche dai tifosi e dai compagni di squadra e fu rifiutata dal club. In seguito si scusò con i propri sostenitori dicendo:
Defoe iniziò la stagione 2003-2004 con il West Ham, ma il rifiuto di firmare un nuovo contratto e problemi disciplinari (tra cui tre espulsioni), che lo videro in campo per sole 22 volte su 34 possibili, indussero il West Ham ad accettare l'offerta del Tottenham Hotspur nella finestra di gennaio del calciomercato. Defoe lasciò il West Ham dopo aver segnato 41 gol in 105 partite di campionato e coppa.

#### Tottenham
Defoe approdò al Tottenham nel gennaio 2004 in cambio di 6 milioni di sterline, che sarebbero saliti a 7 in base a "specifici criteri di prestazione", e di Bobby Zamora. Il tecnico David Pleat disse:
(David Pleat)
Defoe bagnò l'esordio con la nuova squadra con un gol nel 4-3 casalingo contro il Portsmouth nel febbraio 2004 e segnò altri 6 gol di lì alla fine della stagione 2003-2004, per un totale di 7 reti in 15 partite. Nel 2004-2005 mise a segno 13 gol in 36 partite di Premier League, tra cui una tripletta nel 5-1 contro il Southampton nel dicembre 2004, e 9 reti in 8 partite di FA Cup e Coppa di Lega. Fu votato Calciatore del Tottenham dell'anno dagli abbonati e dai soci del club. Intanto Defoe aveva messo fine alle voci di mercato firmando un rinnovo contrattuale di quattro anni e mezzo con il Tottenham nell'aprile 2005. La stagione successiva fu meno fruttuosa: l'allenatore Martin Jol schierò Defoe alternandolo con Robbie Keane e Mido. Defoe iniziò dal primo minuto 23 partite e subentrò in 13 occasioni, segnando 9 gol.
Nel 2006-2007 Defoe totalizzò 49 presenze tra campionato e coppa con 18 gol all'attivo, giocando anche in Coppa UEFA. Nella partita Tottenham-West Ham (1-0) dell'ottobre 2006 sembrò mordere alla spalla l'avversario Javier Mascherano, episodio che provocò una rissa tra i calciatori delle due squadre. La FA decise di non intervenire su Defoe perché l'arbitro Steve Bennett l'aveva ammonito per l'accaduto. Defoe segnò il 50º e il 51º gol con il Tottenham nella partita vinta contro l'Aston Villa (2-1) il 26 dicembre 2006. Nel maggio 2007 andò a rete nel 2-0 contro il Charlton, risultato che condannò la sua ex squadra alla retrocessione in Championship. In un'intervista dopo la partita Defoe si disse dispiaciuto per il Charlton, al quale augurò un pronto ritorno in Premiership.
Nell'estate del 2007 Defoe fu al centro di numerose voci di calciomercato in seguito all'acquisto da parte degli Spurs dell'attaccante Darren Bent, pagato 16,5 milioni di sterline. Jermain, però, disse di voler rimanere al Tottenham e di volersi guadagnare un posto in squadra:
(Jermain Defoe)
Il 20 settembre 2007, in Coppa UEFA, Defoe subentrò contro l'Anorthōsis e segnò i primi due gol stagionali. Fu poi escluso dalla successiva partita di campionato contro il Bolton Wanderers il 23 settembre. Il 25 novembre 2007 sbagliò un rigore importante contro il West Ham United, sua ex squadra, all'ultimo minuto della partita del Boleyn Ground, che finì 1-1.

#### Portsmouth
Defoe andò in prestito al Portsmouth nel gennaio 2008. Il club pagò 6 milioni di sterline al Tottenham. Al debutto con i Pompey segnò il gol del pareggio (1-1) in casa contro il Chelsea. A marzo non poté giocare contro il Tottenham perché il regolamento della Premier League glielo impedì, essendosi Defoe accasato al Portsmouth con la formula del prestito. Nella settimana seguente, nella gara contro il Wigan Athletic, segnò una doppietta, divenendo il primo calciatore nella storia del Portsmouth ad andare in gol nelle sue prime cinque partite interne. Avendo giocato con il Tottenham le partite del terzo e quarto turno, Defoe fu costretto a saltare i match di FA Cup del Portsmouth, che vinse la competizione. Il trasferimento al Portsmouth, tra l'altro, non gli consentì di giocare la finale di Coppa di Lega che il Tottenham disputò contro il Chelsea, dopo che nel torneo l'attaccante aveva giocato tutte le partite precedenti alla finale. Chiuse la stagione 2007-2008 con 8 gol in 12 presenze con la maglia del Portsmouth.
Iniziò la stagione 2008-2009 il 30 agosto 2008, aprendo le marcature contro l'Everton (3-0), e il 13 settembre 2008 realizzò i primi gol casalinghi del Portsmouth del 2008-2009 contro il Middlesbrough. Contribuì anche con una rete e un assist alla prima partita nelle coppe europee nella storia del Portsmouth, la partita contro il Vitória Guimarães del 18 settembre 2008.

#### Ritorno al Tottenham

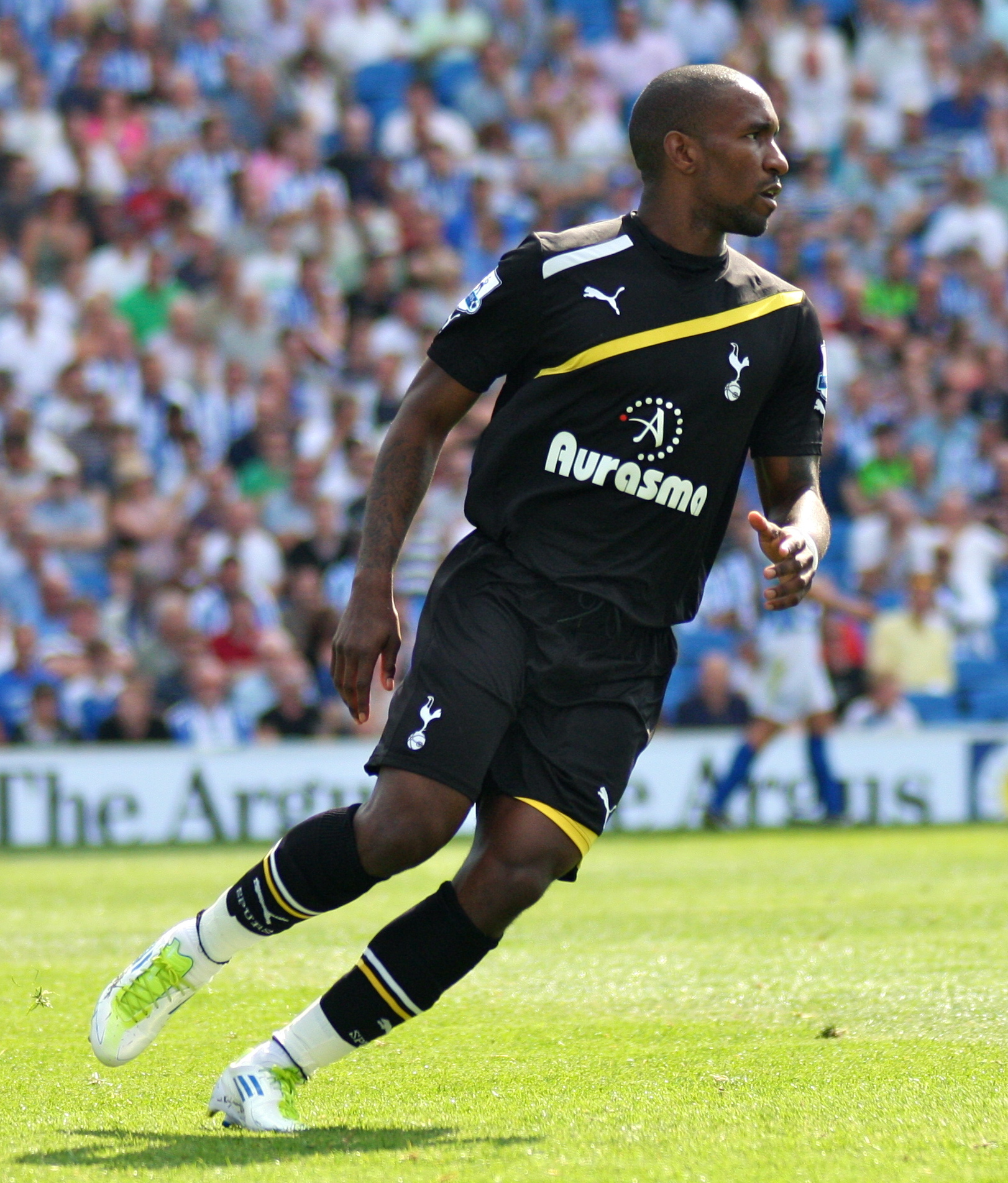
Defoe con la maglia degli Spurs nel 2011

A gennaio 2009 il presidente del Portsmouth Peter Storrie rivelò l'intenzione di Defoe di lasciare il club nell'immediato futuro; ciò avvenne dopo un anno esatto di permanenza al Portsmouth. Si scrisse che la dirigenza del Tottenham non raggiunse nell'immediato l'accordo con il club: il tecnico degli Spurs Harry Redknapp disse che "i club sono distanti miglia sulla valutazione del giocatore", aggiungendo che il Portsmouth voleva "l'eccessiva somma di 20 milioni di sterline". Le negoziazioni successive condussero a un risultato: il 6 gennaio 2009 il Portsmouth accettò l'offerta di 15,75 milioni di sterline, comprendente alcune somme corrisposte dal Tottenham per i precedenti acquisti di Younes Kaboul e Pedro Mendes e i 4 milioni della clausola pattuita in precedenza tra i due club in caso di ritorno di Defoe al Tottenham. Il giocatore firmò un contratto quinquennale da 60.000 sterline a settimana. Il 9 gennaio l'acquisto fu annunciato ufficialmente e Defoe fu presentato al White Hart Lane prima della partita di Coppa di Lega contro il Burnley, accontentando i tifosi che invocavano il ritorno dell'attaccante.
L'11 gennaio 2009 Defoe esordì con gli Spurs nella partita di Premier League contro il Wigan e il 18 gennaio segnò il gol del definitivo pareggio (1-1) proprio contro il Portsmouth al White Hart Lane. Mise a segno anche il secondo gol della semifinale di ritorno di League Cup contro il Burnley, decisivo perché, grazie a quella rete, nonostante la sconfitta, gli Spurs si furono qualificati per la finale. realizzò 3 gol nelle prime 4 partite, ma un infortunio lo costinse a saltare ancora una volta la finale di Wembley. Tornato in campo contro il Newcastle United il 19 aprile (vittoria per 1-0), riprese a segnare nella partita vinta per 2-1 contro il Manchester City, aiutando la squadra a raggiungere l'ottavo posto in campionato.
A Defoe fu restituita la maglia numero 18, quella della sua prima esperienza al Tottenham, con la partenza per fine prestito dell'ex calciatore del Manchester United Fraizer Campbell. Il 19 agosto 2009 Defoe segnò la terza tripletta della sua carriera nel 5-1 esterno contro l'Hull City, seconda giornata del 2009-2010. Dopo la partita Redknapp dichiarò:
(Harry Redknapp)
Il periodo di forma gli permise di segnare 7 gol tra Tottenham e Nazionale e valse a Defoe il titolo di Giocatore del mese della Premier League.
Il 12 settembre 2009 segnò a soli 38 secondi dal fischio di inizio della partita contro il Manchester United, vincitore per 3-1, portando così le sue reti a 5 in 5 partite. Il 22 novembre guidò la sua squadra nella vittoria per 9-1 contro il Wigan, segnando ben 5 gol, primato assoluto per una partita di Premier League, condiviso con Alan Shearer, Andy Cole e Dimităr Berbatov.

#### Toronto
Come da annuncio del 10 gennaio 2014, il 28 febbraio 2014 firmò un accordo con il Toronto FC con un contratto di quattro anni di importo compreso tra £ 68.000 e £ 90.000 a settimana. Defoe, tuttavia, tornò al Tottenham in prestito fino alla fine di febbraio 2014 collezionando altre 2 presenze.
Debuttò con il Toronto FC nella gara d'esordio stagionale a Seattle Sounders FC il 15 marzo 2014, segnando entrambi i gol nella vittoria per 2-1. Continuò ad andare in gol, con ben 11 gol nelle prime 16 partite di campionato per il club. Terminò la sua esperienza con 21 presenze e 12 gol.

#### Sunderland

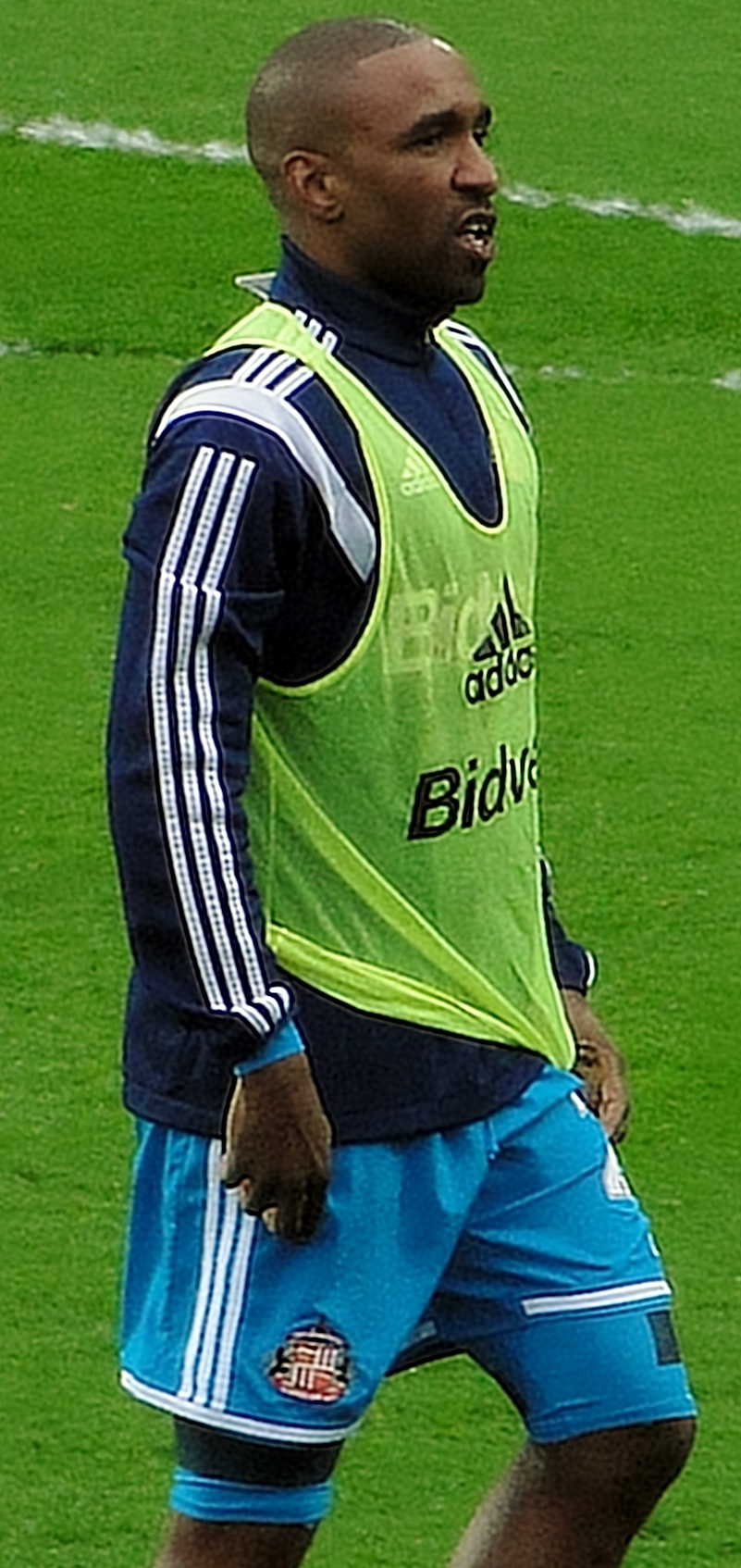
Jermain Defoe con la maglia del Sunderland nel 2015

Il 16 gennaio 2015, dopo nemmeno un anno dall'esperienza in MLS, tornò a giocare in Premier League, firmando con i "Black Cats" un contratto di tre anni e mezzo in uno scambio con il giocatore Jozy Altidore diretto in Canada.
Debuttò nel Sunderland AFC il giorno seguente contro il Tottenham Hotspur, la sua ex squadra. Il 31 gennaio 2015 segnò il suo primo gol con la squadra inglese all'esordio casalingo nella vittoria per 2-0 contro Burnley. Il 5 aprile 2015 realizzò una bellissima rete nel derby contro il Newcastle con un tiro al volo che si infilò nell'incrocio e, di fronte all'ovazione dello Stadium of Light, scoppiò in lacrime.
Nella prima partita dell'anno segnò nella partita persa per 4-2 contro il Leicester City, andando perciò in gol in 15 stagioni consecutive. Il 25 agosto 2015 segnò una tripletta nella vittoria per 6-3 in casa contro Exeter City nel secondo turno della Coppa di Lega 2015-2016. Realizzò un'upteriore tripletta contro lo Swansea City nel 4-2 in trasferta al Liberty Stadium. Il 7 maggio 2016, segnando il gol vittoria contro il Chelsea, portò il proprio bilancio in Premier League a 15 gol stagionali, terminando poi con tale cifra la stagione come capocannoniere del club e venendo inoltre nominato miglior giocatore della stagione del Sunderland.
Il 9 giugno 2016 firmò un nuovo contratto con i Black Cats valido fino al 2019. Il 13 agosto 2016, alla prima di campionato, segnò nella partita persa per 2-1 contro il Manchester City, andando quindi in gol per 16 stagioni consecutive. Il 19 novembre 2016 siglò il suo 150º gol in Premier League, divenendo il settimo miglior realizzatore nella storia del massimo campionato inglese.

#### Bournemouth
Il 29 giugno 2017 si trasferì a parametro zero al Bournemouth, firmando un contratto triennale e tornando a vestire la maglia della squadra dopo sedici anni. Realizzò il primo gol della nuova esperienza al Bournemouth il 16 settembre seguente, andando a segno nella gara vinta per 2-1 in casa contro il Brighton e mettendo a referto una propria rete in 17 stagioni consecutive di Premier League.

#### Rangers
Dopo sole 8 presenze raccolte con il Bournemouth nella stagione 2018-2019, il 6 gennaio 2019 si trasferì in prestito per 18 mesi ai Rangers. Andò in gol per la prima volta con il club di Glasgow il 23 gennaio, nella sfida di campionato persa per 2-1 sul campo del Kilmarnock.
Il 25 gennaio 2020 firmò un pre-contratto con il club scozzese, di durata annuale, valido a partire dall'estate successiva, dopo lo svincolo di Defoe dalle Cherries.
Il 12 gennaio 2022 rescisse il proprio contratto con il club.

#### Ritorno al Sunderland
Il 1º febbraio 2022 fece ritorno al Sunderland.
Il 24 marzo 2022, dopo appena un mese e mezzo e 7 presenze collezionate, dirà addio al calcio.

### Nazionale

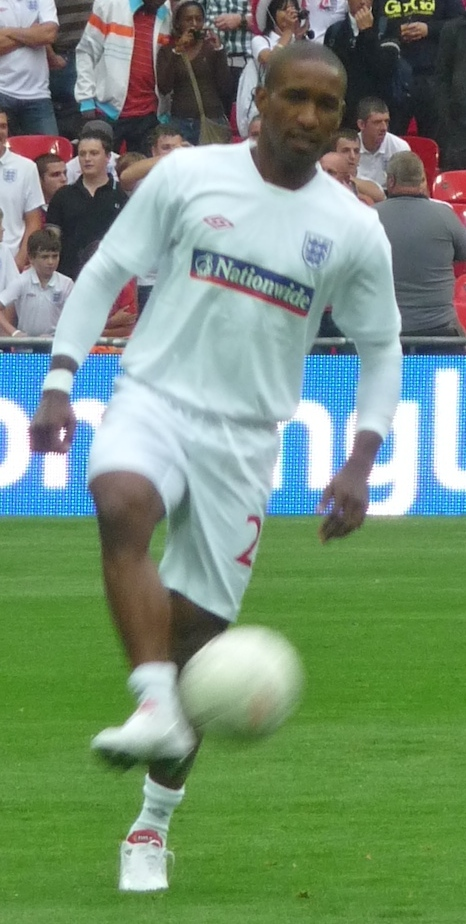
Defoe durante un riscaldamento con la nazionale inglese nel 2009

Defoe debuttò con la nazionale Under-21 da giocatore del Bournemouth nel marzo 2001 contro i pari età del Messico, segnando il secondo gol nella partita vinta per 3-0. Conta 23 presenze e 7 reti con l'Under-21. Esordì con la nazionale maggiore inglese nel marzo 2004 contro la Svezia (0-1), subentrando all'infortunato Darius Vassell. Escluso dal commissario tecnico Sven Göran Eriksson sia dal campionato europeo del 2004 sia, con grande sorpresa, dal campionato mondiale del 2006, tornò protagonista con l'avvento di Steve McClaren, sotto la cui gestione partecipò con continuità alle qualificazioni al campionato europeo del 2008. Inizialmente relegato ai margini della nazionale dal CT Fabio Capello, dal giugno 2008 guadagnò progressivamente spazio in squadra, fino a diventare titolare.
Partecipò al campionato mondiale del 2010, dove nel corso delle prime due partite subentrò nel secondo tempo, mentre, nel terzo e decisivo match del girone contro la Slovenia, giocò da titolare e segnò al 23º la rete dell'1-0 che consentì ai britannici di qualificarsi agli ottavi di finale. Il 4 settembre 2010, in un match valevole per le qualificazioni al campionato d'Europa 2012 a Wembley, realizzò una tripletta contro la Bulgaria. L'incontro finì 4-0  per la nazionale inglese.
Il 7 giugno 2012, a poche ore dall'inizio del campionato europeo, lasciò il ritiro della nazionale inglese per l'improvvisa scomparsa del padre: rientrò alcuni giorni dopo e scese in campo l'11 giugno contro la Francia.
Nel marzo 2017 fu riconvocato dal CT Gareth Southgate a distanza di quasi tre anni e mezzo. Il 26 marzo seguente fu titolare contro la Lituania una partita valevole per la qualificazione al campionato mondiale del 2018, andando anche a segno nella vittoria inglese per 2-0.

## Dopo il ritiro

### Allenatore
Il 12 agosto 2022 viene assunto come tecnico delle giovanili del Tottenham.

## Statistiche
Tra club, la nazionale maggiore e le nazionali giovanili, Defoe ha giocato globalmente 830 partite segnando 325 reti, alla media di 0,39 gol a partita

### Presenze e reti nei club
Statistiche aggiornate al 19 marzo 2022.
| Stagione           | Squadra            | Campionato         | Campionato | Campionato | Coppe nazionali | Coppe nazionali | Coppe nazionali | Coppe continentali | Coppe continentali | Coppe continentali | Altre coppe | Altre coppe | Altre coppe | Totale | Totale |
| Stagione           | Squadra            | Comp               | Pres       | Reti       | Comp            | Pres            | Reti            | Comp               | Pres               | Reti               | Comp        | Pres        | Reti        | Pres   | Reti   |
| ------------------ | ------------------ | ------------------ | ---------- | ---------- | --------------- | --------------- | --------------- | ------------------ | ------------------ | ------------------ | ----------- | ----------- | ----------- | ------ | ------ |
| ago. 2000          | West Ham Utd       | PL                 | 1          | 0          | FACup+CdL       | 0+1             | 1               | -                  | -                  | -                  | -           | -           | -           | 2      | 1      |
| 2000-2001          | Bournemouth        | SD                 | 29         | 18         | FACup+CdL       | 1+0             | 1               | -                  | -                  | -                  | FLT         | 1           | 0           | 31     | 19     |
| 2001-2002          | West Ham Utd       | PL                 | 35         | 10         | FACup+CdL       | 3+1             | 4+0             | -                  | -                  | -                  | -           | -           | -           | 39     | 14     |
| 2002-2003          | West Ham Utd       | PL                 | 38         | 8          | FACup+CdL       | 2+2             | 2+1             | -                  | -                  | -                  | -           | -           | -           | 42     | 11     |
| 2003-gen. 2004     | West Ham Utd       | FD                 | 19         | 11         | FACup+CdL       | 0+3             | 4               | -                  | -                  | -                  | -           | -           | -           | 22     | 15     |
| Totale West Ham    | Totale West Ham    | Totale West Ham    | 93         | 29         |                 | 12              | 12              |                    | -                  | -                  |             | -           | -           | 105    | 41     |
| gen.-giu. 2004     | Tottenham          | PL                 | 15         | 7          | FACup+CdL       | 0               | 0               | -                  | -                  | -                  | -           | -           | -           | 15     | 7      |
| 2004-2005          | Tottenham          | PL                 | 35         | 13         | FACup+CdL       | 5+4             | 4+5             | -                  | -                  | -                  | -           | -           | -           | 44     | 22     |
| 2005-2006          | Tottenham          | PL                 | 36         | 9          | FACup+CdL       | 1+1             | 0+0             | -                  | -                  | -                  | -           | -           | -           | 38     | 9      |
| 2006-2007          | Tottenham          | PL                 | 34         | 10         | FACup+CdL       | 5+5             | 1+4             | CU                 | 4                  | 3                  | -           | -           | -           | 48     | 18     |
| 2007-gen. 2008     | Tottenham          | PL                 | 19         | 4          | FACup+CdL       | 2+5             | 0+1             | CU                 | 5                  | 3                  | -           | -           | -           | 31     | 8      |
| gen.-giu. 2008     | Portsmouth         | PL                 | 12         | 8          | FACup+CdL       | 0+0             | 0               | -                  | -                  | -                  | -           | -           | -           | 12     | 8      |
| 2008-gen. 2009     | Portsmouth         | PL                 | 19         | 7          | FACup+CdL       | 0+0             | 0               | CU                 | 4                  | 2                  | CS          | 1           | 0           | 24     | 9      |
| Totale Portsmouth  | Totale Portsmouth  | Totale Portsmouth  | 31         | 15         |                 | 0               | 0               |                    | 4                  | 2                  |             | 1           | 0           | 36     | 17     |
| gen.-giu. 2009     | Tottenham          | PL                 | 8          | 3          | FACup+CdL       | 1+1             | 0+1             | CU                 | 0                  | 0                  | -           | -           | -           | 10     | 4      |
| 2009-2010          | Tottenham          | PL                 | 34         | 18         | FACup+CdL       | 7+2             | 5+1             | -                  | -                  | -                  | -           | -           | -           | 43     | 24     |
| 2010-2011          | Tottenham          | PL                 | 22         | 4          | FACup+CdL       | 2+0             | 2               | UCL                | 6                  | 3                  | -           | -           | -           | 30     | 9      |
| 2011-2012          | Tottenham          | PL                 | 25         | 11         | FACup+CdL       | 6+1             | 3+0             | UEL                | 6                  | 3                  | -           | -           | -           | 38     | 17     |
| 2012-2013          | Tottenham          | PL                 | 34         | 11         | FACup+CdL       | 0+1             | 0               | UEL                | 8                  | 4                  | -           | -           | -           | 43     | 15     |
| 2013-2014          | Tottenham          | PL                 | 14         | 1          | FACup+CdL       | 0+3             | 2               | UEL                | 5                  | 7                  | -           | -           | -           | 22     | 10     |
| Totale Tottenham   | Totale Tottenham   | Totale Tottenham   | 276        | 91         |                 | 52              | 29              |                    | 34                 | 23                 |             | -           | -           | 362    | 143    |
| 2014               | Toronto FC         | MLS                | 19         | 11         | CC              | 2               | 1               | -                  | -                  | -                  | -           | -           | -           | 21     | 12     |
| gen.-giu. 2015     | Sunderland         | PL                 | 17         | 4          | FACup+CdL       | 2+0             | 0               | -                  | -                  | -                  | -           | -           | -           | 19     | 4      |
| 2015-2016          | Sunderland         | PL                 | 33         | 15         | FACup+CdL       | 0+1             | 3               | -                  | -                  | -                  | -           | -           | -           | 34     | 18     |
| 2016-2017          | Sunderland         | PL                 | 37         | 15         | FACup+CdL       | 2+1             | 0               | -                  | -                  | -                  | -           | -           | -           | 40     | 15     |
| 2017-2018          | Bournemouth        | PL                 | 24         | 4          | FACup+CdL       | 2+0             | 0               | -                  | -                  | -                  | -           | -           | -           | 26     | 4      |
| 2018-gen. 2019     | Bournemouth        | PL                 | 4          | 0          | FACup+CdL       | 0+4             | 0               | -                  | -                  | -                  | -           | -           | -           | 8      | 0      |
| Totale Bournemouth | Totale Bournemouth | Totale Bournemouth | 57         | 22         |                 | 7               | 1               |                    | -                  | -                  |             | 1           | 0           | 65     | 23     |
| gen.-giu. 2019     | Rangers            | SP                 | 17         | 8          | SC+CdL          | 3+0             | 0               | UEL                | -                  | -                  | -           | -           | -           | 20     | 8      |
| 2019-2020          | Rangers            | SP                 | 20         | 13         | SC+CdL          | 2+3             | 1+1             | UEL                | 7                  | 2                  | -           | -           | -           | 32     | 17     |
| 2020-2021          | Rangers            | SP                 | 15         | 4          | SC+CdL          | 2+2             | 1+1             | UEL                | 1                  | 1                  | -           | -           | -           | 20     | 7      |
| 2021-gen. 2022     | Rangers            | SP                 | 2          | 0          | SC+CdL          | -               | -               | UCL+UEL            | -                  | -                  | -           | -           | -           | 2      | 0      |
| Totale Rangers     | Totale Rangers     | Totale Rangers     | 54         | 25         |                 | 12              | 4               |                    | 8                  | 3                  |             | -           | -           | 74     | 32     |
| gen.-mar. 2022     | Sunderland         | FL1                | 7          | 0          | FACup+CdL       | 0+0             | 0               | -                  | -                  | -                  | FLT         | 0           | 0           | 7      | 0      |
| Totale Sunderland  | Totale Sunderland  | Totale Sunderland  | 94         | 34         |                 | 6               | 3               |                    | -                  | -                  |             | -           | -           | 100    | 37     |
| Totale carriera    | Totale carriera    | Totale carriera    | 624        | 227        |                 | 91              | 50              |                    | 46                 | 28                 |             | 2           | 0           | 763    | 305    |

### Cronologia presenze e reti in nazionale
| Cronologia completa delle presenze e delle reti in nazionale ― Inghilterra | Cronologia completa delle presenze e delle reti in nazionale ― Inghilterra | Cronologia completa delle presenze e delle reti in nazionale ― Inghilterra | Cronologia completa delle presenze e delle reti in nazionale ― Inghilterra | Cronologia completa delle presenze e delle reti in nazionale ― Inghilterra | Cronologia completa delle presenze e delle reti in nazionale ― Inghilterra | Cronologia completa delle presenze e delle reti in nazionale ― Inghilterra | Cronologia completa delle presenze e delle reti in nazionale ― Inghilterra |
| Data                                                                       | Città                                                                      | In casa                                                                    | Risultato                                                                  | Ospiti                                                                     | Competizione                                                               | Reti                                                                       | Note                                                                       |
| -------------------------------------------------------------------------- | -------------------------------------------------------------------------- | -------------------------------------------------------------------------- | -------------------------------------------------------------------------- | -------------------------------------------------------------------------- | -------------------------------------------------------------------------- | -------------------------------------------------------------------------- | -------------------------------------------------------------------------- |
| 31-3-2004                                                                  | Göteborg                                                                   | Svezia                                                                     | 1 – 0                                                                      | Inghilterra                                                                | Amichevole                                                                 | -                                                                          | 12’                                                                        |
| 5-6-2004                                                                   | Manchester                                                                 | Inghilterra                                                                | 6 – 1                                                                      | Islanda                                                                    | Amichevole                                                                 | -                                                                          | 84’                                                                        |
| 18-8-2004                                                                  | Newcastle                                                                  | Inghilterra                                                                | 3 – 0                                                                      | Ucraina                                                                    | Amichevole                                                                 | -                                                                          | 46’                                                                        |
| 4-9-2004                                                                   | Vienna                                                                     | Austria                                                                    | 2 – 2                                                                      | Inghilterra                                                                | Qual. Mondiali 2006                                                        | -                                                                          | 76’                                                                        |
| 8-9-2004                                                                   | Chorzów                                                                    | Polonia                                                                    | 1 – 2                                                                      | Inghilterra                                                                | Qual. Mondiali 2006                                                        | 1                                                                          | 87’                                                                        |
| 9-10-2004                                                                  | Manchester                                                                 | Inghilterra                                                                | 2 – 0                                                                      | Galles                                                                     | Qual. Mondiali 2006                                                        | -                                                                          | 70’                                                                        |
| 13-10-2004                                                                 | Baku                                                                       | Azerbaigian                                                                | 0 – 1                                                                      | Inghilterra                                                                | Qual. Mondiali 2006                                                        | -                                                                          | 55’                                                                        |
| 17-11-2004                                                                 | Madrid                                                                     | Spagna                                                                     | 1 – 0                                                                      | Inghilterra                                                                | Amichevole                                                                 | -                                                                          | 78’                                                                        |
| 26-3-2005                                                                  | Manchester                                                                 | Inghilterra                                                                | 4 – 0                                                                      | Irlanda del Nord                                                           | Qual. Mondiali 2006                                                        | -                                                                          | 81’                                                                        |
| 30-3-2005                                                                  | Newcastle                                                                  | Inghilterra                                                                | 2 – 0                                                                      | Azerbaigian                                                                | Qual. Mondiali 2006                                                        | -                                                                          | 84’                                                                        |
| 28-5-2005                                                                  | East Rutherford                                                            | Stati Uniti                                                                | 1 – 2                                                                      | Inghilterra                                                                | Amichevole                                                                 | -                                                                          | 63’                                                                        |
| 31-5-2005                                                                  | East Rutherford                                                            | Inghilterra                                                                | 3 – 2                                                                      | Colombia                                                                   | Amichevole                                                                 | -                                                                          | 72’                                                                        |
| 17-8-2005                                                                  | Copenaghen                                                                 | Danimarca                                                                  | 4 – 1                                                                      | Inghilterra                                                                | Amichevole                                                                 | -                                                                          | 47’                                                                        |
| 3-9-2005                                                                   | Cardiff                                                                    | Galles                                                                     | 0 – 1                                                                      | Inghilterra                                                                | Qual. Mondiali 2006                                                        | -                                                                          | 68’                                                                        |
| 7-9-2005                                                                   | Belfast                                                                    | Irlanda del Nord                                                           | 1 – 0                                                                      | Inghilterra                                                                | Qual. Mondiali 2006                                                        | -                                                                          | 75’                                                                        |
| 1-3-2006                                                                   | Liverpool                                                                  | Inghilterra                                                                | 2 – 1                                                                      | Uruguay                                                                    | Amichevole                                                                 | -                                                                          | 81’                                                                        |
| 16-8-2006                                                                  | Manchester                                                                 | Inghilterra                                                                | 4 – 0                                                                      | Grecia                                                                     | Amichevole                                                                 | -                                                                          | 69’                                                                        |
| 2-9-2006                                                                   | Manchester                                                                 | Inghilterra                                                                | 5 – 0                                                                      | Andorra                                                                    | Qual. Euro 2008                                                            | 2                                                                          | 71’                                                                        |
| 6-9-2006                                                                   | Skopje                                                                     | Macedonia                                                                  | 0 – 1                                                                      | Inghilterra                                                                | Qual. Euro 2008                                                            | -                                                                          | 76’                                                                        |
| 7-10-2006                                                                  | Manchester                                                                 | Inghilterra                                                                | 0 – 0                                                                      | Macedonia                                                                  | Qual. Euro 2008                                                            | -                                                                          | 74’                                                                        |
| 11-10-2006                                                                 | Zagabria                                                                   | Croazia                                                                    | 2 – 0                                                                      | Inghilterra                                                                | Qual. Euro 2008                                                            | -                                                                          | 72’                                                                        |
| 7-2-2007                                                                   | Manchester                                                                 | Inghilterra                                                                | 0 – 1                                                                      | Spagna                                                                     | Amichevole                                                                 | -                                                                          | 70’                                                                        |
| 24-3-2007                                                                  | Ramat Gan                                                                  | Israele                                                                    | 0 – 0                                                                      | Inghilterra                                                                | Qual. Euro 2008                                                            | -                                                                          | 80’                                                                        |
| 28-3-2007                                                                  | Barcellona                                                                 | Andorra                                                                    | 0 – 3                                                                      | Inghilterra                                                                | Qual. Euro 2008                                                            | -                                                                          | 61’                                                                        |
| 16-11-2007                                                                 | Vienna                                                                     | Austria                                                                    | 0 – 1                                                                      | Inghilterra                                                                | Amichevole                                                                 | -                                                                          | 34’                                                                        |
| 21-11-2007                                                                 | Londra                                                                     | Inghilterra                                                                | 2 – 3                                                                      | Croazia                                                                    | Qual. Euro 2008                                                            | -                                                                          | 46’                                                                        |
| 28-5-2008                                                                  | Londra                                                                     | Inghilterra                                                                | 2 – 0                                                                      | Stati Uniti                                                                | Amichevole                                                                 | -                                                                          | 68’                                                                        |
| 1-6-2008                                                                   | Port of Spain                                                              | Trinidad e Tobago                                                          | 0 – 3                                                                      | Inghilterra                                                                | Amichevole                                                                 | 2                                                                          | 69’                                                                        |
| 20-8-2008                                                                  | Londra                                                                     | Inghilterra                                                                | 2 – 2                                                                      | Rep. Ceca                                                                  | Amichevole                                                                 | -                                                                          | 46’                                                                        |
| 6-9-2008                                                                   | Barcellona                                                                 | Andorra                                                                    | 0 – 2                                                                      | Inghilterra                                                                | Qual. Mondiali 2010                                                        | -                                                                          | 46’                                                                        |
| 11-10-2008                                                                 | Londra                                                                     | Inghilterra                                                                | 5 – 1                                                                      | Kazakistan                                                                 | Qual. Mondiali 2010                                                        | 1                                                                          | 86’                                                                        |
| 19-11-2008                                                                 | Berlino                                                                    | Germania                                                                   | 1 – 2                                                                      | Inghilterra                                                                | Amichevole                                                                 | -                                                                          | 46’                                                                        |
| 6-6-2009                                                                   | Almaty                                                                     | Kazakistan                                                                 | 0 – 4                                                                      | Inghilterra                                                                | Qual. Mondiali 2010                                                        | -                                                                          | 80’                                                                        |
| 10-6-2009                                                                  | Londra                                                                     | Inghilterra                                                                | 6 – 0                                                                      | Andorra                                                                    | Qual. Mondiali 2010                                                        | 2                                                                          | 46’                                                                        |
| 12-8-2009                                                                  | Amsterdam                                                                  | Paesi Bassi                                                                | 2 – 2                                                                      | Inghilterra                                                                | Amichevole                                                                 | 2                                                                          | 47’                                                                        |
| 5-9-2009                                                                   | Londra                                                                     | Inghilterra                                                                | 2 – 1                                                                      | Slovenia                                                                   | Amichevole                                                                 | 1                                                                          | 46’                                                                        |
| 9-9-2009                                                                   | Londra                                                                     | Inghilterra                                                                | 5 – 1                                                                      | Croazia                                                                    | Qual. Mondiali 2010                                                        | -                                                                          | 59’                                                                        |
| 14-11-2009                                                                 | Doha                                                                       | Brasile                                                                    | 1 – 0                                                                      | Inghilterra                                                                | Amichevole                                                                 | -                                                                          | 54’                                                                        |
| 3-3-2010                                                                   | Londra                                                                     | Inghilterra                                                                | 3 – 1                                                                      | Egitto                                                                     | Amichevole                                                                 | -                                                                          | 46’                                                                        |
| 24-5-2010                                                                  | Londra                                                                     | Inghilterra                                                                | 3 – 1                                                                      | Messico                                                                    | Amichevole                                                                 | -                                                                          | 46’                                                                        |
| 18-6-2010                                                                  | Città del Capo                                                             | Algeria                                                                    | 0 – 0                                                                      | Inghilterra                                                                | Mondiali 2010 - 1º turno                                                   | -                                                                          | 74’                                                                        |
| 23-6-2010                                                                  | Port Elizabeth                                                             | Inghilterra                                                                | 1 – 0                                                                      | Slovenia                                                                   | Mondiali 2010 - 1º turno                                                   | 1                                                                          | 86’                                                                        |
| 27-6-2010                                                                  | Bloemfontein                                                               | Inghilterra                                                                | 1 – 4                                                                      | Germania                                                                   | Mondiali 2010 - Ottavi di finale                                           | -                                                                          | 71’                                                                        |
| 3-9-2010                                                                   | Londra                                                                     | Inghilterra                                                                | 4 – 0                                                                      | Bulgaria                                                                   | Qual. Euro 2012                                                            | 3                                                                          | 87’                                                                        |
| 7-9-2010                                                                   | Basilea                                                                    | Svizzera                                                                   | 1 – 3                                                                      | Inghilterra                                                                | Qual. Euro 2012                                                            | -                                                                          | 71’                                                                        |
| 29-3-2011                                                                  | Londra                                                                     | Inghilterra                                                                | 1 – 1                                                                      | Ghana                                                                      | Amichevole                                                                 | -                                                                          | 59’                                                                        |
| 2-6-2012                                                                   | Londra                                                                     | Inghilterra                                                                | 1 – 0                                                                      | Belgio                                                                     | Amichevole                                                                 | -                                                                          | 66’                                                                        |
| 11-6-2012                                                                  | Donec'k                                                                    | Francia                                                                    | 1 – 1                                                                      | Inghilterra                                                                | Euro 2012 - 1º turno                                                       | -                                                                          | 77’                                                                        |
| 15-8-2012                                                                  | Berna                                                                      | Italia                                                                     | 1 – 2                                                                      | Inghilterra                                                                | Amichevole                                                                 | 1                                                                          | 46’                                                                        |
| 7-9-2012                                                                   | Chișinău                                                                   | Moldavia                                                                   | 0 – 5                                                                      | Inghilterra                                                                | Qual. Mondiali 2014                                                        | 1                                                                          | 68’                                                                        |
| 11-9-2012                                                                  | Londra                                                                     | Inghilterra                                                                | 1 – 1                                                                      | Ucraina                                                                    | Qual. Mondiali 2014                                                        | -                                                                          | 47’                                                                        |
| 17-10-2012                                                                 | Varsavia                                                                   | Polonia                                                                    | 1 – 1                                                                      | Inghilterra                                                                | Qual. Mondiali 2014                                                        | -                                                                          | 67’                                                                        |
| 22-3-2013                                                                  | Serravalle                                                                 | San Marino                                                                 | 0 – 8                                                                      | Inghilterra                                                                | Qual. Mondiali 2014                                                        | 2                                                                          |                                                                            |
| 29-5-2013                                                                  | Londra                                                                     | Inghilterra                                                                | 1 – 1                                                                      | Irlanda                                                                    | Amichevole                                                                 | -                                                                          | 34’                                                                        |
| 15-11-2013                                                                 | Londra                                                                     | Inghilterra                                                                | 0 – 2                                                                      | Cile                                                                       | Amichevole                                                                 | -                                                                          | 66’                                                                        |
| 26-3-2017                                                                  | Londra                                                                     | Inghilterra                                                                | 2 – 0                                                                      | Lituania                                                                   | Qual. Mondiali 2018                                                        | 1                                                                          | 60’                                                                        |
| 10-6-2017                                                                  | Glasgow                                                                    | Scozia                                                                     | 2 – 2                                                                      | Inghilterra                                                                | Qual. Mondiali 2018                                                        | -                                                                          | 89’                                                                        |
| Totale                                                                     |                                                                            | Presenze                                                                   | 57                                                                         |                                                                            | Reti (21º posto)                                                           | 20                                                                         |                                                                            |

## Palmarès

### Giocatore

#### Club

##### Competizioni nazionali
- Coppa di Lega inglese: 1

Tottenham Hotspur: 2007-2008
- Campionato scozzese: 1

Rangers: 2020-2021

##### Competizioni internazionali
- Coppa Intertoto UEFA: 1

West Ham: 1999

#### Individuale
- Capocannoniere della Coppa di Lega inglese: 1

2004-2005 (5 gol)